# Трахтемирів
Трахтеми́рів — село в Черкаському районі Черкаської області, підпорядковане Бобрицькій сільській громаді, колишнє місто, столиця гетьманів, колишня козацька резиденція. До Трахтемирова належали літописні поселення Заруб (місто Зарубинці) і Монастирок. Сьогодні вони частково затоплені Канівським водосховищем. У Трахтемирові розташовувалася найважливіша козацька святиня — Зарубинецький монастир. В «Іпатіївському літописі» в 1096 і 1168 рр. згадано місто Заруб з монастирем. Біля міста на Дніпрі був Зарубинецький брід.
Населення — 9 осіб (2007).

## Історія

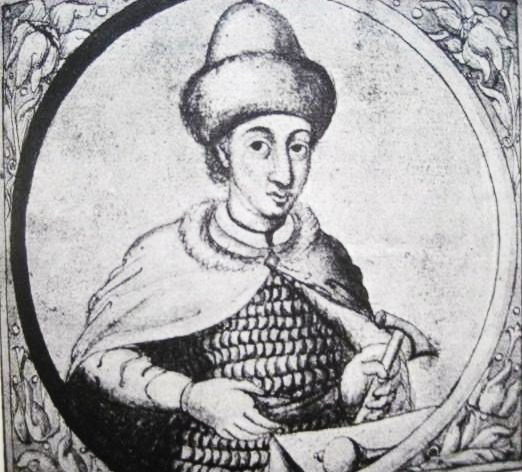
Юрій Хмельницький

### Назва
У деяких документах зустрічалася архаїчна форма Терехтемирів.
На думку дослідника Миколи Жарких, назва походить від певної відантропонімної форми, тобто «двір чи хутір якогось Терехтемира». Ім'я Терехтемир, імовірно, складається з двох тюркських слів «терек» («здоровий») та «темир» («залізо»), тобто «залізне здоров'я» або «людина з залізним здоров'ям». Обидва слова досить часті в татарських іменах, наприклад Іштерек, Байтерек; Хантемир, Куштемир, Токтемир тощо.

### Археологічні дані
За свідченнями археологів, територія села була заселена людьми вже близько 120—130 тисяч років тому. Підтвердженням цього є стоянка епохи мустьє. Починаючи з тих часів ці землі були свідками існування багатьох культур: скіфської, зарубинецької, черняхівської, давньоруської та сучасної української. По сусідству, на Лівобережжі, розташовані вали Каратульського городища.
Давньогрецький історик Геродот, відвідавши ці землі ще в V столітті до нашої ери, був вражений їхніми природними багатствами. Він описав сколотські племена, що жили в басейнах річок Дніпра, Південного Бугу та Дністра. Б. Рибаков вважав, що племена траспії, катіари, авхати та парадати жили на Тирасі (Дністрі), Верхньому Бузі, Гіпанісі (Бузі) та Борисфені (Дніпрі)..
Трахтемирівське городище відносять до доби сколотів, зарубинецької й черняхівської культури й Київської Русі, за часів якої городище ідентифікують з містом Заруб.
Стосовно пізніших часів археологічні дослідження тут проводяться починаючи з XIX ст. Там працювали такі видатні вчені, як Вікентій Хвойка, Борис Рибаков, Є. Голубинський та інші. Історична спадщина Трахтемирова описується «Археологією Української СРСР».
Відоме також літописне повідомлення Климента 1147 року стосовно Трахтемирівського монастиря.

### XVII—XIX століття
Першим гетьманом у Трахтемирові був князь Богдан Ружинський. Стефан Баторій надав місто козакам з умовою, що вони будуть захищати границі від татарських нападів і при потребі будуть виставляти 6000 війська. Для гетьманів був призначений трахтемирівський замок. Статус козацької резиденції Трахтемирів дістав тоді, коли 1578 року під тиском запорозьких козаків король Стефан Баторій офіційно передав його у володіння січовикам. Саме тут працював козацький уряд, обирали гетьманів, приймали іноземних послів і майстрували козацькі флотилії. Звідси виходили у далекі походи.
В період козацької доби про Трахтемирів писав французький мандрівник Гійом Левассер де Боплан. Інформація міститься також у багатьох польських історичних джерелах.
Гійом Левасер де Боплан, мандрівник XVII ст. склав для польського короля опис українських земель, в якому згадує і Трахтемирівський монастир:
|  | Трохи нижче (Ржищева) слідує Трахтемирів — руський монастир, що стоїть (на підвищенні) серед пропастей, оточених неприступними скелями. Саме в цьому місці козаки ховають найцінніше, є також пором для переправи через ріку. |

За Стефана Баторія у 1576 році при монастирі був створений шпиталь для старих і немічних козаків, а самому монастирю призначались доходи від перевезення через Дніпро і місцевих кар'єрів, де добувався камінь для виробництва коліс млинів. Інші джерела свідчать, що 1578 року під тиском війська Запорізького Стефан Баторій передав Трахтемирів, разом з монастирем та всіма угіддями, козакам. Це було частиною заходів з формування реєстрового козацтва, яке в майбутньому склало основу української шляхти — козацької верхівки, що відіграла вирішальну роль в українській історії XVII—XVIII століть.
1638 року, після придушення селянсько-козацького повстання 1637–1638 років, монастир виступив у ролі одного з центрів народного руху, Трахтемирів був визначений місцем перебування державного комісара для нагляду за реєстровими козаками. До сьогодні в селі Трахтемирів збереглося кладовище, яке вважається «козацьким», — з кам'яними хрестами різноманітних форм, хоча більшість хрестів і датується XIX століттям. Серед них знайдено і 6 більш раннього часу. Вважається, що перші поховання з'явилися тут ще за часів гетьмана Сагайдачного (приблизно у 1617 році). З 1686 року Трахтемирів занепав, а з 1715 року став звичайним «польським» містечком. В складі Переяславського полку згадується Трахтемирівська сотня, частина вояків якої, можливо, осіла в рідному Трахтемирові після окупації Правобережної України Російською імперією (1793). Традиція козацького поховання зберігалася тут до середини XIX ст.

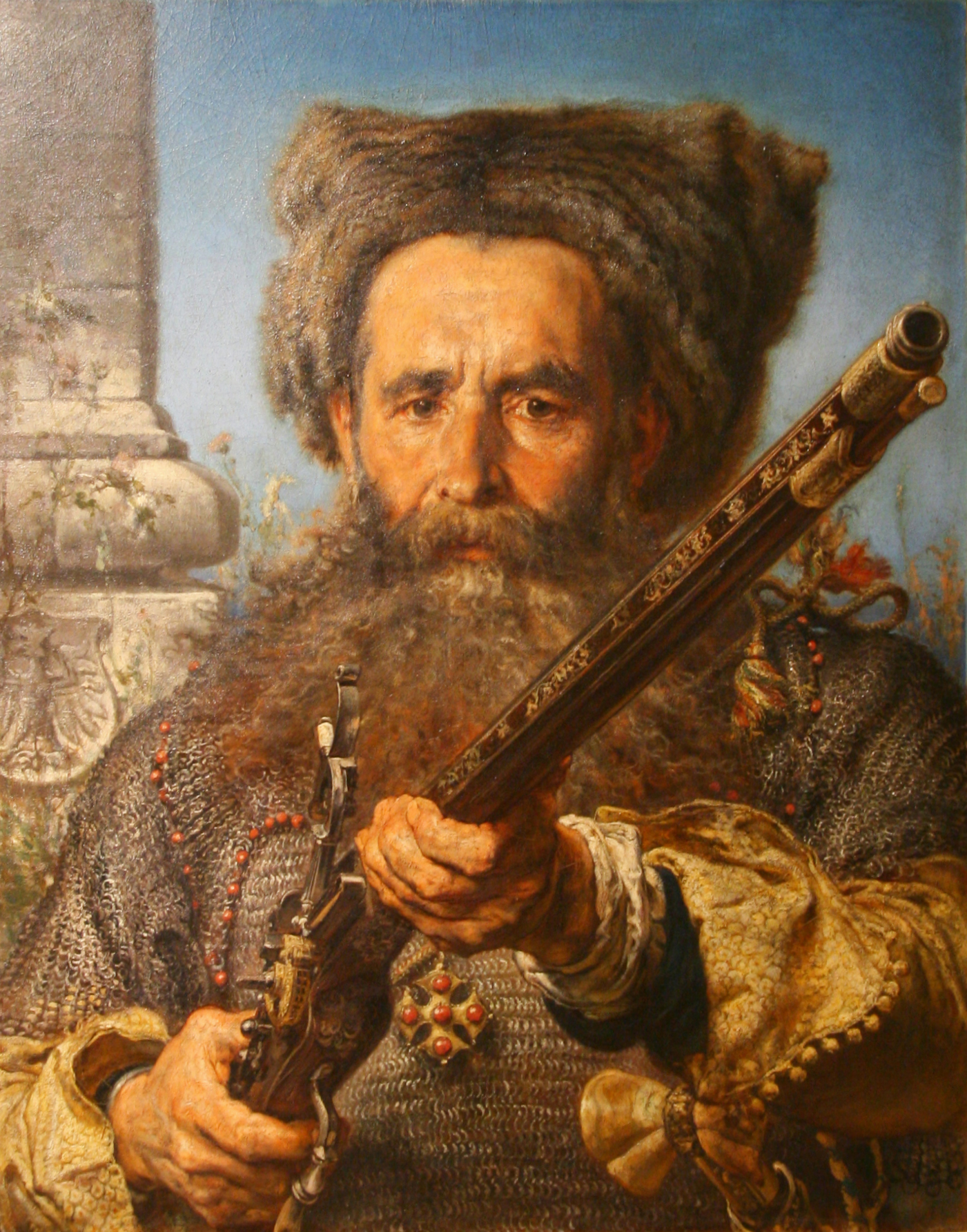
Остафій Дашкевич

Першим дідичем у Трахтемирові був черкаський та канівський староста — Остафій Дашкевич. Він заповів Печерському монастирю в Києві Трахтемирів з Зарубинецьким монастирем і прилеглими землями. Король Сигізмунд І Старий підтвердив дарчу. Незабаром Трахтемирів був знищений татарами.
За люстрацією 1545 року: Зарубинецький монастир Пречистої знищений, зостався лиш один монах. До монастиря належали орні землі, боброві гони, озеро. Печерський монастир був відав Трахтемирів Київському замку.
У 1552 році тут вже оселилися 7 родин.
Сигізмунд III Ваза підтвердив привілеї низових козаків, надані Стефаном Баторієм. У Трахтемирові був прийнятий посол цісаря Рудольфа до низових козаків Еріх Лясота фон Штебнау, який приїжджав на Низ в 1594 р. Осовський тоді давав на його честь обід. В цих часах козаками був відбудований Зарубинецький монастир і шпиталь, «давнім козацьким скарбом».
Місце було добре захищене, з трьох сторін Дніпром, а з четвертої сторони горами.
Тут перебували Криштоф Косинський в 1593 р. та Северин Наливайко в 1596 р.
Деякий час Трахтемирів був забраний від козаків, а в 1617 знову наданий привілей, за гетьмана Петра Конашевича.
1618 року Зарубинецький монастир називали Успенським, архімандритом тут був Єзекіїль Курцевич. Тут часто перебував (жив) Петро Сагайдачний. До монастиря належав привіз на Дніпрі, озера й пасіки.
1621-го приїжджав єрусалимський патріарх Феофан III, який висвятив Єзекіїля Курцевича на єпископа володимирсько-берестейського. Приймав патріарха Петро Сагайдачний і провадив його з почтом 3000 козацьким до волоського кордону. Архімандритом тут став Антоній Калишевич.
Після смерті гетьмана Петра Сагайдачного наступником його став місцевий шляхтич Оліфер Голуб, який був при Сагайдачному. Козаки тут побудували замок.
В 1625 році тут переховувався Олександр Ахса, якого вимагав видати турецький султан, прикривав його архимандрит Іов Борецький. Олександр Ахса представився сином султана Магомета III, народженим від грекині, охрещував турків за східним звичаєм. Станіслав Конєцпольський видав наказ до його ув'язнення, але архімандрит вивіз його потаємно до Москви. Там його теж було впізнано і вислано за межі країни через Архангельський порт.
Після 1638 року комісаром у Трахтемирові був Пйотр Коморовський.
У 1648 році Богдан Хмельницький після бою під Жовтими Водами привіз до Трахтемирова в'язнів: Миколая Потоцького, Кр. Лядзіцького та Лящинського, яких залишив тут в замку.
1660 року нижче Трахтемирова в долині, яку називали «Жердева», відбулася «Чорна рада», на якій козаки скинули з гетьманства Івана Виговського і вибрали гетьманом Юрія Хмельницького.
Після того, як гетьманом став Петро Дорошенко, запорожці головним своїм храмом почали вважати Межигірський монастир під Києвом, куди було також перенесено їхній шпиталь.
1678 року турки після Чигирина повністю знищили Трахтемирів. Запорожці відбудували Трахтемирівський монастир, саме в якому Юрій Хмельницький прийняв чернечий чин.
Пізніше він був наданий гетьманом Іваном Мазепою Михайлівському собору в Києві.

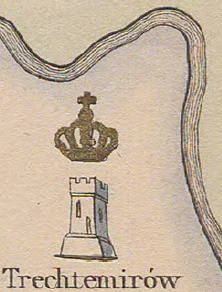
Трахтемирів на мапі Зигмунда Герстмана

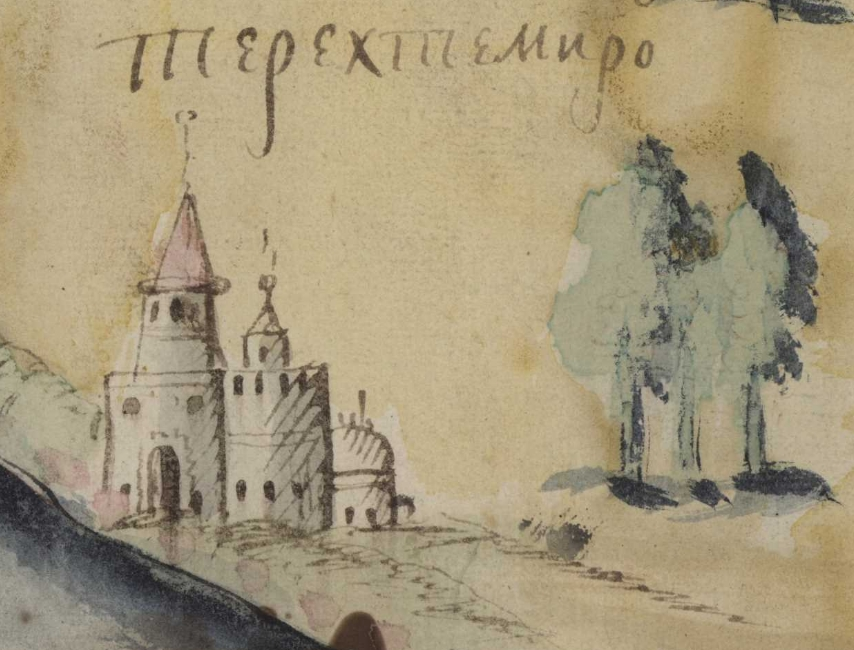
Трахтемирів на карті XVIII століття

1741 року тут уже була церква. Зарубинецький монастир був відбудований і відданий Василіянам.
Під час Коліївщини в червні через Трахтемирів проходив повстанський отаман Микита Швачка. А у серпні 1768 року повстанці під проводом Сави Майбороди спалили в Трахтемирові Василіянський монастир.
За люстрацією 1765 року: замку нема, тільки «двір». Місто розташоване під горою, в місті є корчма, 27 осель. Місто назване Трахтимиров чи Черехчимерів.
Під час Німецько-радянської війни на Букринському плацдармі велися запеклі бої радянських військ з німецькими окупантами.

### Сучасний стан
На сьогоднішній день з сусіднього села Великий Букрин прокладена нова асфальтована дорога. Тут раніше розташовувався мисливський будинок АТЗТ АЕО «Трахтемирів» (товариство створене 1997 року з ініціативи А. Слоневського і за участі засновників двох КСП та одного київського банку).
За рішенням Черкаської обласної ради «Про зміни до рішення обласної ради від 05.06.1997 № 12-5 „Про закріплення мисливських угідь“ від 26.12.1997 № 14-5», мисливське господарство було закріплене за АТЗТ «Трахтемирів» (мотивоване тим, що нова комерційна структура займатиметься відтворенням та охороною тваринного світу).
1999 року АТЗТ повідомляло про наміри створити регіональний ландшафтний парк.
26 лютого 2000 року депутати Черкаської облради проголосували за організацію регіонального ландшафтного парку «Трахтемирів». Прийнято до відома, що це відбувається на територіях, зарезервованих рішенням облвиконкому від 19.06.1986 року «Про оголошення заповідної території „Трахтемирів“» та від 02.08.1989 р. № 159 «Про розширення меж заповідної території „Трахтемирів“», а також, на території, де створено Державний історико-культурний заповідник «Трахтемирів», — відповідно до Постанови КМУ від 01.07.1994 р. № 446 і рішення облвиконкому від 09.08.1994 р. № 3.
Таким чином, в Україні був створений перший приватний заповідник «Регіональний ландшафтний парк „Трахтемирів“». Управління містобудування і архітектури Черкаської області зверталося з офіційним запитом у різноманітні інстанції з приводу створення парку. Ухвала депутатів облради не передбачала регулювання відносин між комерційною структурою та місцевою владою. Не розглядалося питання про співіснування та взаємодію двох об'єктів на одній території — АТЗТ «Трахтемирів» і Державного історико-культурного заповідника «Трахтемирів». Арбітрами мали бути Українське товариство охорони пам'яток історії та культури, Інститут археології НАН України, Міністерство культури й мистецтв України, Відділ охорони культурної спадщини, Держбуд України, Управління охорони й реставрації пам'ятників містобудування й архітиктури, Студія неординарного проектування Міжнародної Академії Архітектури. До цих інстанцій зверталися з проханням дати законодавчо-правову оцінку того, як повинен функціонувати новий регіональний парк, створений комерційною структурою, на території вже існуючого державного історико-культурного заповідника. Одержати однозначну відповідь було складно.
Створення приватних мисливських угідь пов'язували не лише з іменем А. Слоневського, а й з іменем колишнього керівника «Нафтогазу» та Державного управління справами Ігоря Бакая. Стверджували, що АТЗТ «Трахтемирів» є його власністю, хоча особисто він відмовлявся від цього. Отже, регіональний ландшафтний парк «Трахтемирів» з територією 11 000 га був обнесений парканом і вишками із озброєною охороною. На території села на місці колишнього козацького кладовища був побудований розкішний маєток («мисливський будиночок») з вертолітним майданчиком і басейном, під час будівництва зрівняли з землею могилу видатного козака Мухи. Такі дії викликали супротив громадськості. 23 червня 2005 року депутати Черкаської облради прийняли протест прокуратури на рішення своїх попередників від 2000 року про надання земельного наділу підприємству «Мисливське господарство „Трахтемирівське“ АТЗТ аграрно-екологічного об'єднання „Трахтемирів“».
Нині на території державного заповідника «Трахтемирів» перебувають лише 18 пам'ятників, а поселення скіфського та давньоруського періодів розташовані на території новоствореного ландшафтного парку. Але відповідальність за стан збереження історико-культурних пам'ятників покладено на державний заповідник. У фондах Інституту археології НАНУ зберігаються результати археологічних розвідок на території Трахтемирова під час Канівських експедицій, зокрема 1993 року під керівництвом Л. Виногородської та В. Петрашенка. Але вони ніде не публікуються.
З початку свого існування регіональний ландшафтний парк АТЗТ «Трахтемирів» запровадив на своїх територіях систему перепусток, що викликало обурення не тільки мешканців села, але й небайдужих до національної спадщини громадян України, зокрема, організацій «Вільне козацтво Черкащини», (Черкаський, Золотоніський і Канівський козацькі полки), УНА-УНСО та ін. Для того, аби потрапити на ці території, доводилося побувати в 11 обласних інстанціях для офіційного оформлення перепустки. Зафіксовані відкриті листи-звернення від козацтва (29 серпня 2000 року) та від населення Трахтемирова (2001), де повідомлено про утиски прав людей, примушування їх до виїзду з села.
В наступні роки Регіональний ландшафтний парк розвивався як мисливське господарство закритого типу. Туди була завезена велика кількість тварин з метою проведення полювань «на найвищому рівні». Власник А. Слоневський відкрито заявляв про те, що в його угіддях відпочиває верхівка української влади.
2014 року, після Євромайдану та втечі колишніх власників маєтку, вхід на територію ландшафтного парку є вільним, паркан навколо колишньогом маєтку також було демонтовано. У березні 2015 року будинок Бакая згорів..

## Заповідна територія
На території села у 1994 році утворено історико-культурний заповідник «Трахтемирів». Площа заповідника становить 590 гектарів. На його території розташовано 81 археологічну, 9 історичних та 9 природничих пам'яток. Серед них — стоянка часів мустьєрської культури (120—130 тисяч років тому), Трахтемирівське скіфське городище, залишки храмів літописного Трахтемирівського монастиря, багатошарове поселення на горі Городки, козацький цвинтар в селі Трахтемирів, пам'ятки природи: Канівські дислокації, заповідні урочища Великі валки та Мушина гора, геологічна пам'ятка природи Веселий шпиль, гідрологічна пам'ятка природи Рожина криниця.
На території села також утворено перший приватний заповідник АТЗТ «Аграрно-екологічне об'єднання Трахтемирів». Перетворення свого часу Трахтемирова у приватний заповідник скоріше являло собою захоплення території у приватну власність. Відселяючи село, у пустих хатах ламали стіни та печі, після чого за кілька років вони падали самі. Для будівництва ж маєтку нового власника довелось пожертвувати й частиною старовинного козацького цвинтаря.
На території Державного заповідника існувало персональне мисливське господарство, що належало екс-голові «Нафтогазу України» Ігорю Бакаю. У 2006 році у конфіскованому будиночку, за деякими даними, відпочивали люди зі Секретаріату Президента.

## Козацький вишкіл
Від початку 1990-х рр. щоліта в околицях села діє козацький спортивно-вишкільний табір «Трахтемирівська січ» Українського дитячо-юнацького товариства «Січ» (під проводом Бориса Скребцова)

## Галерея

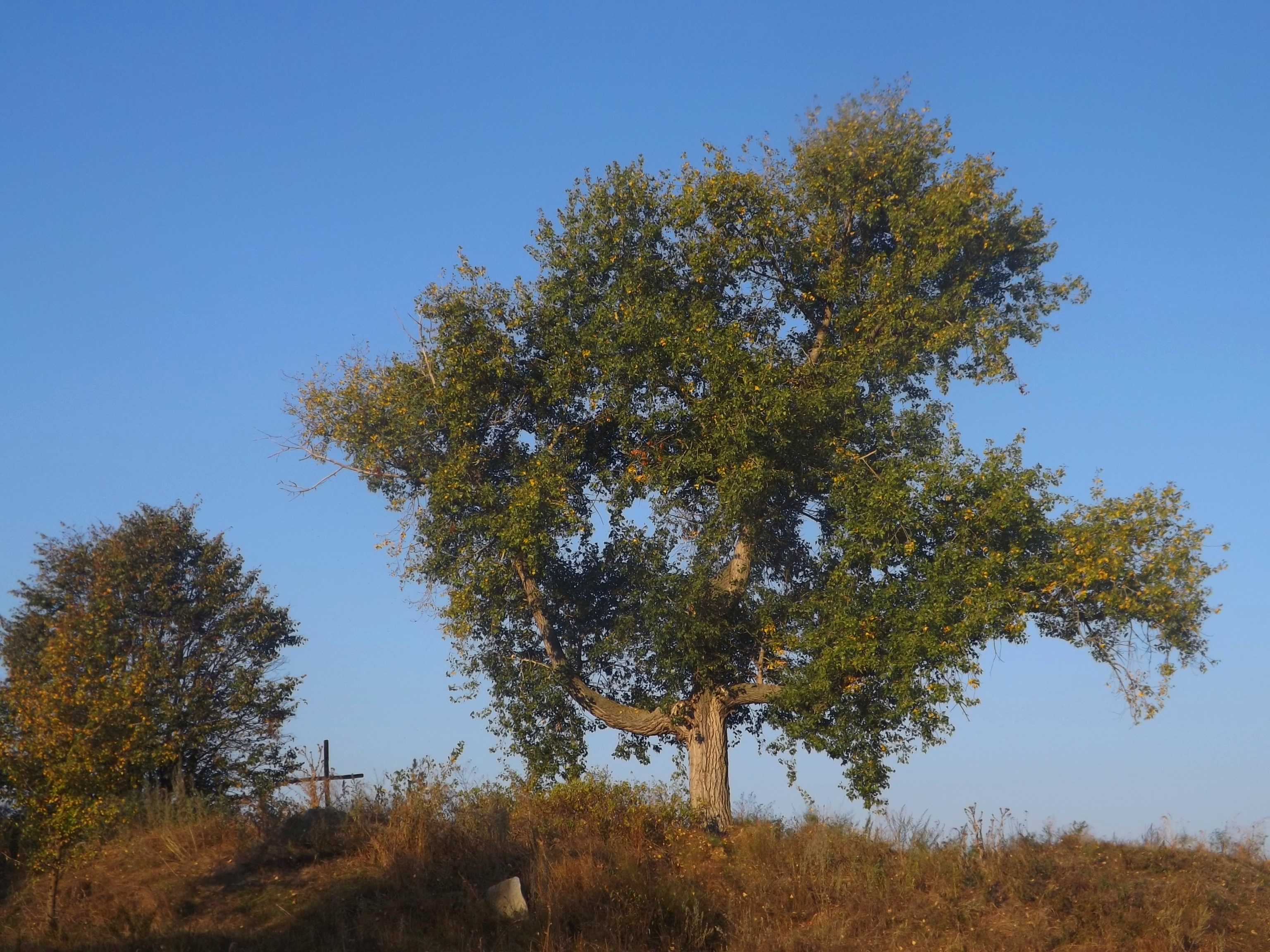
Тополя у формі тризуба
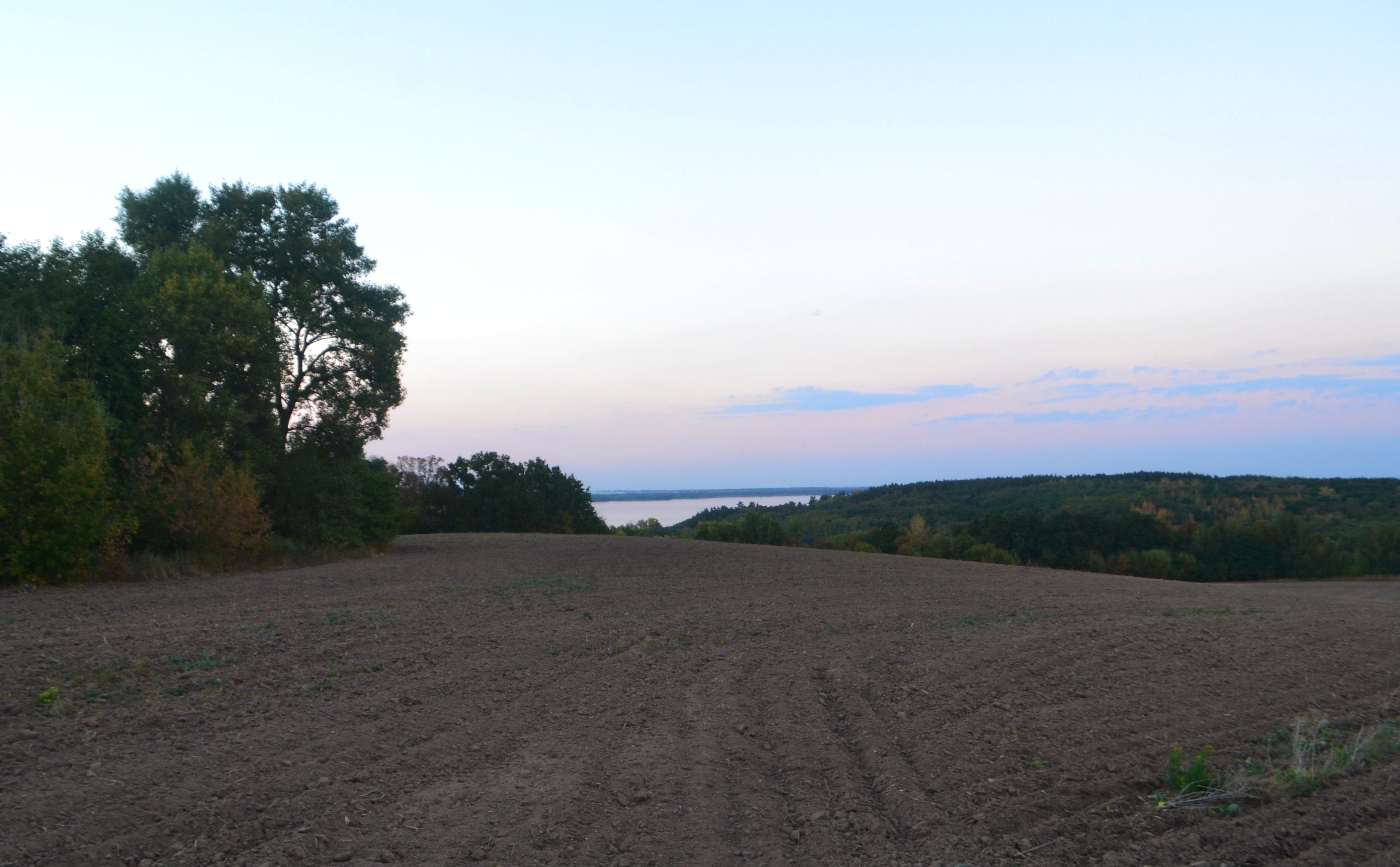
Ландшафт біля села
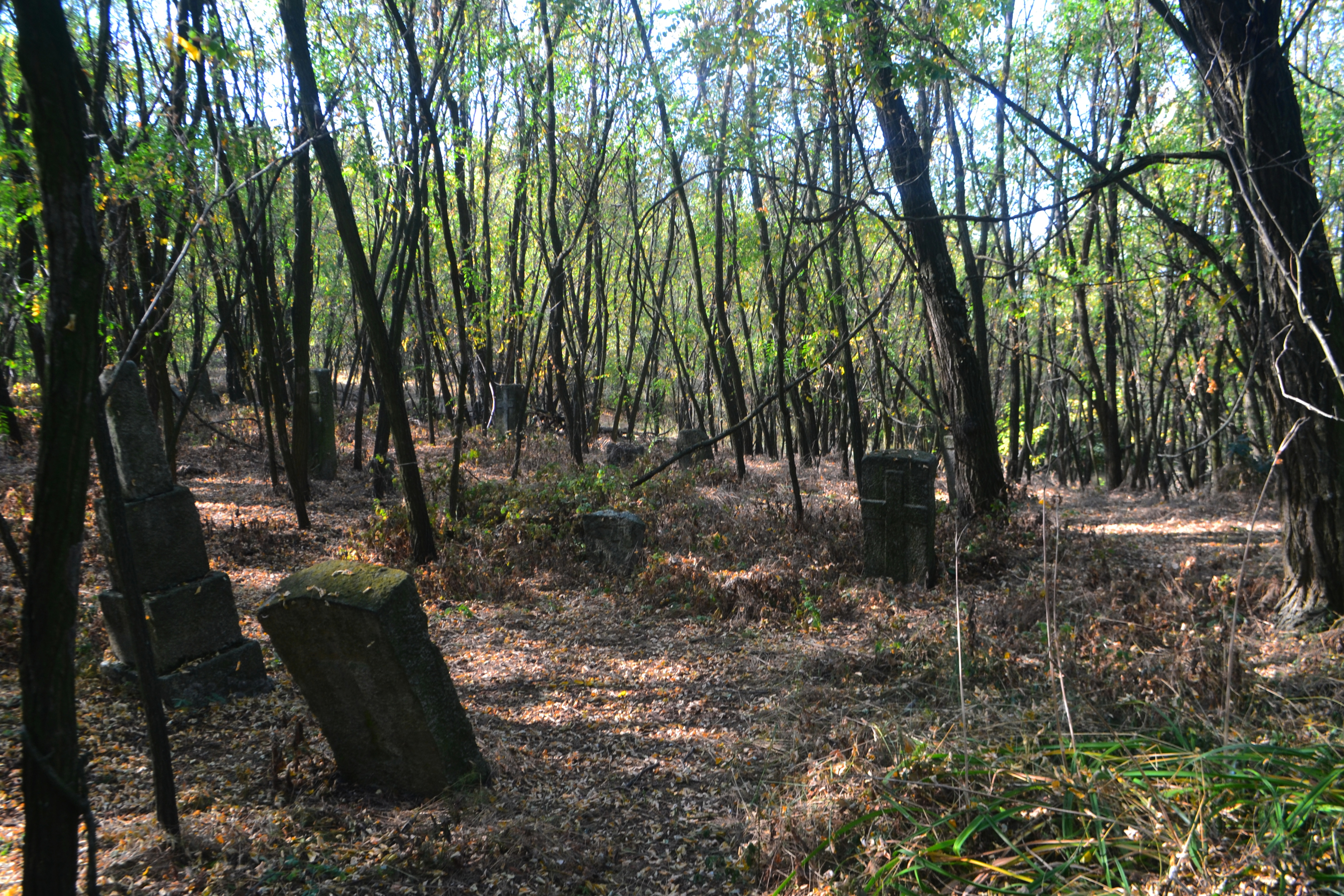
Старий цвинтар
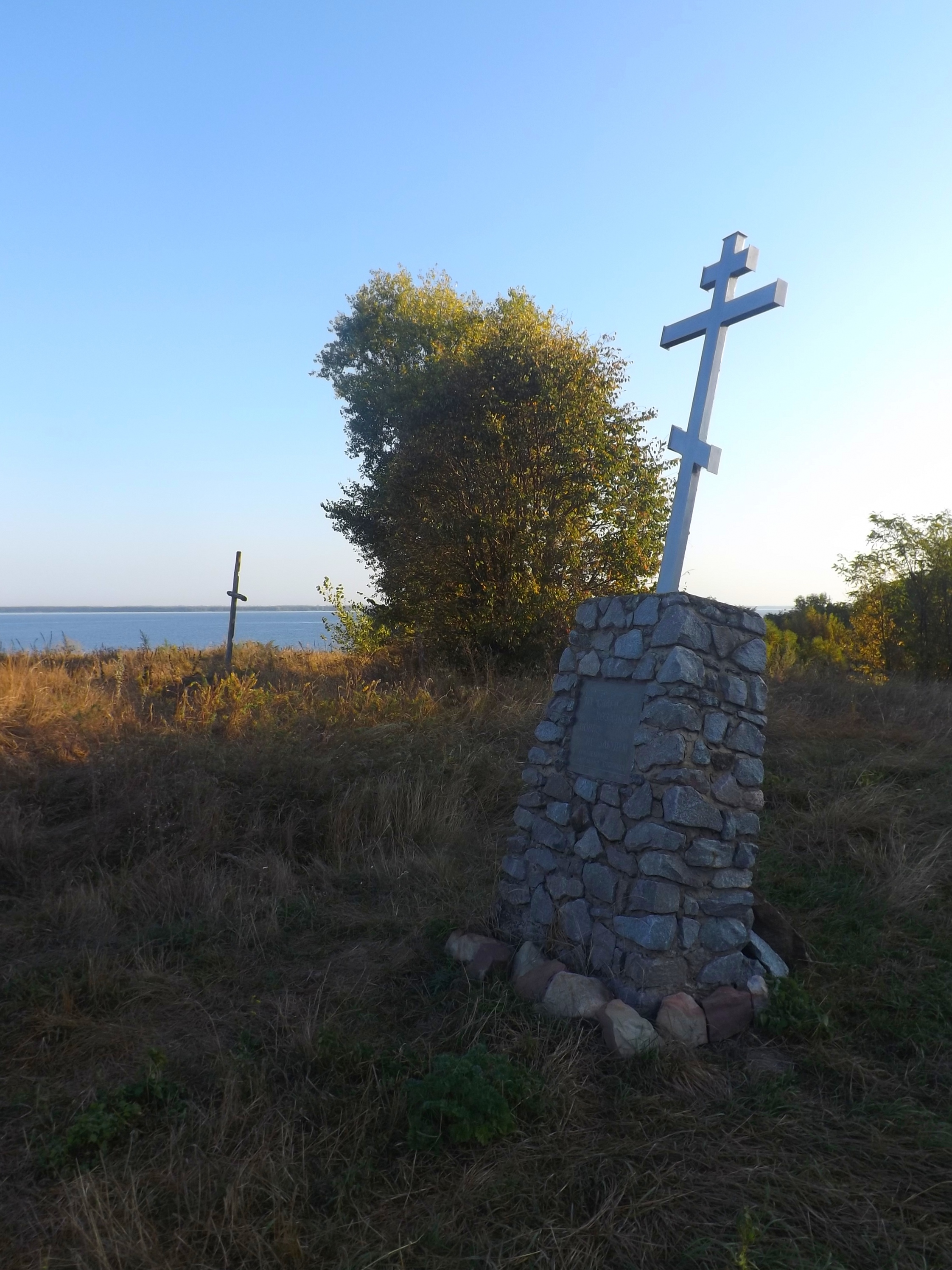
Пам'ятні хрести
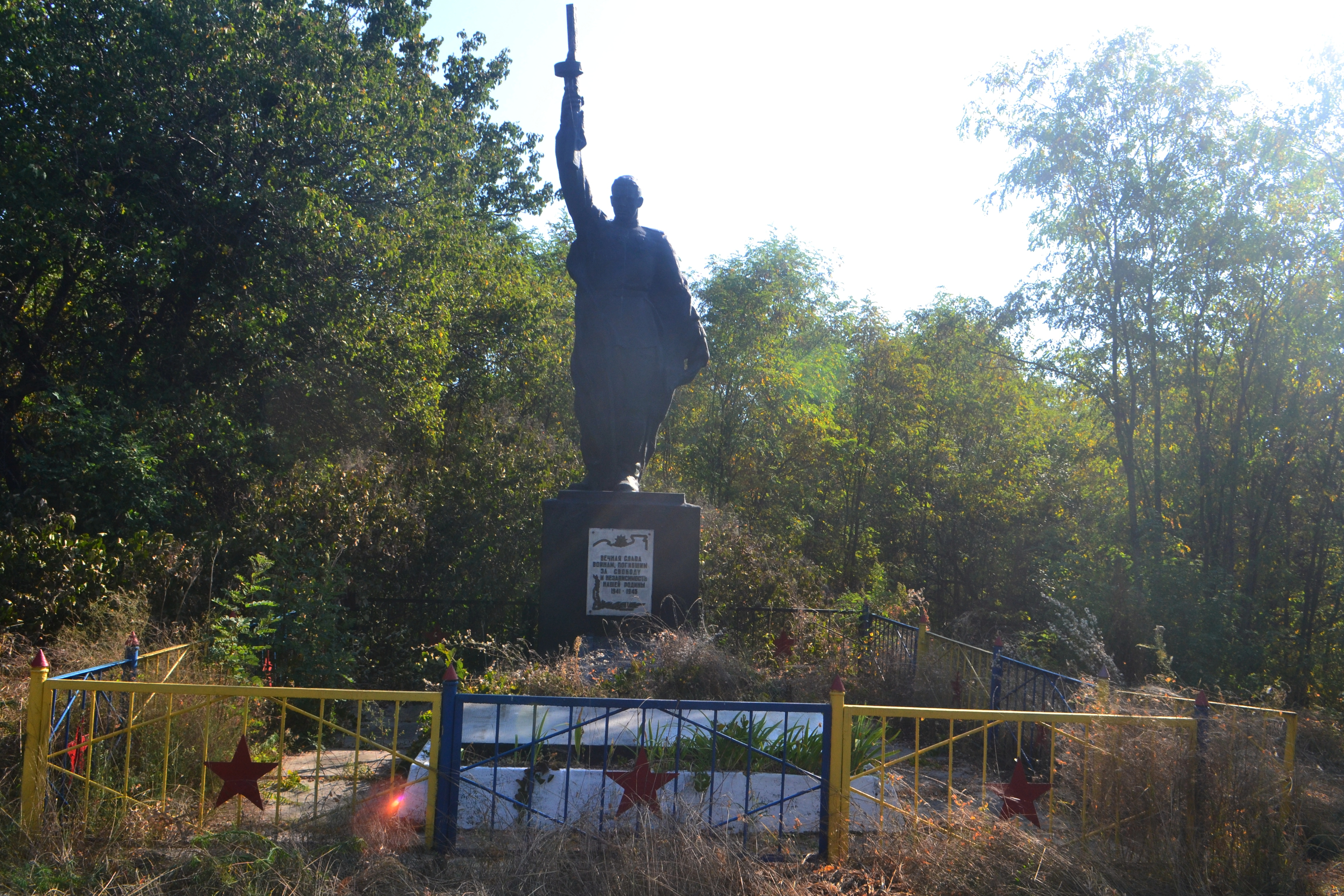
Братська могила
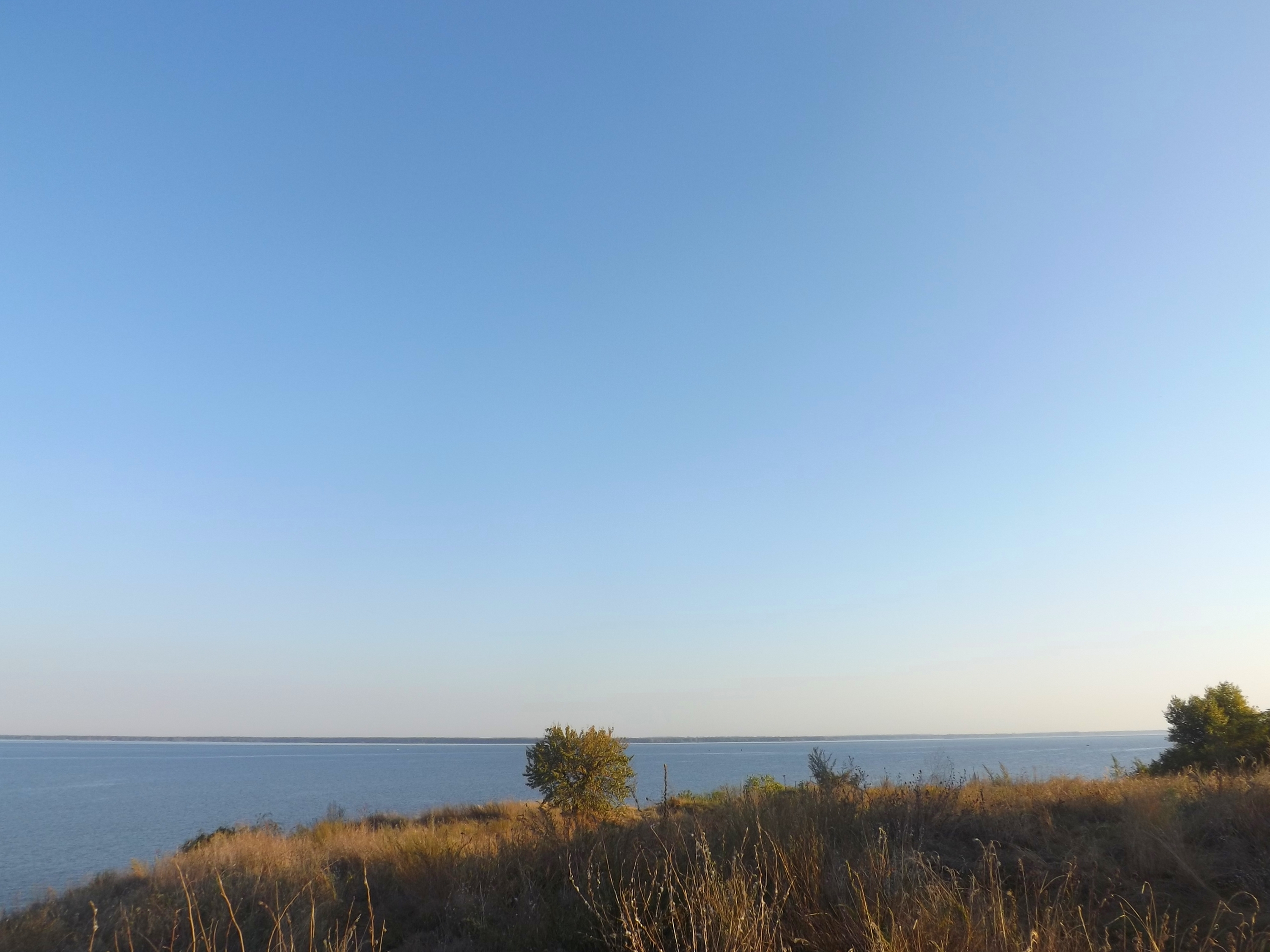
Вид на Канівське водосховище
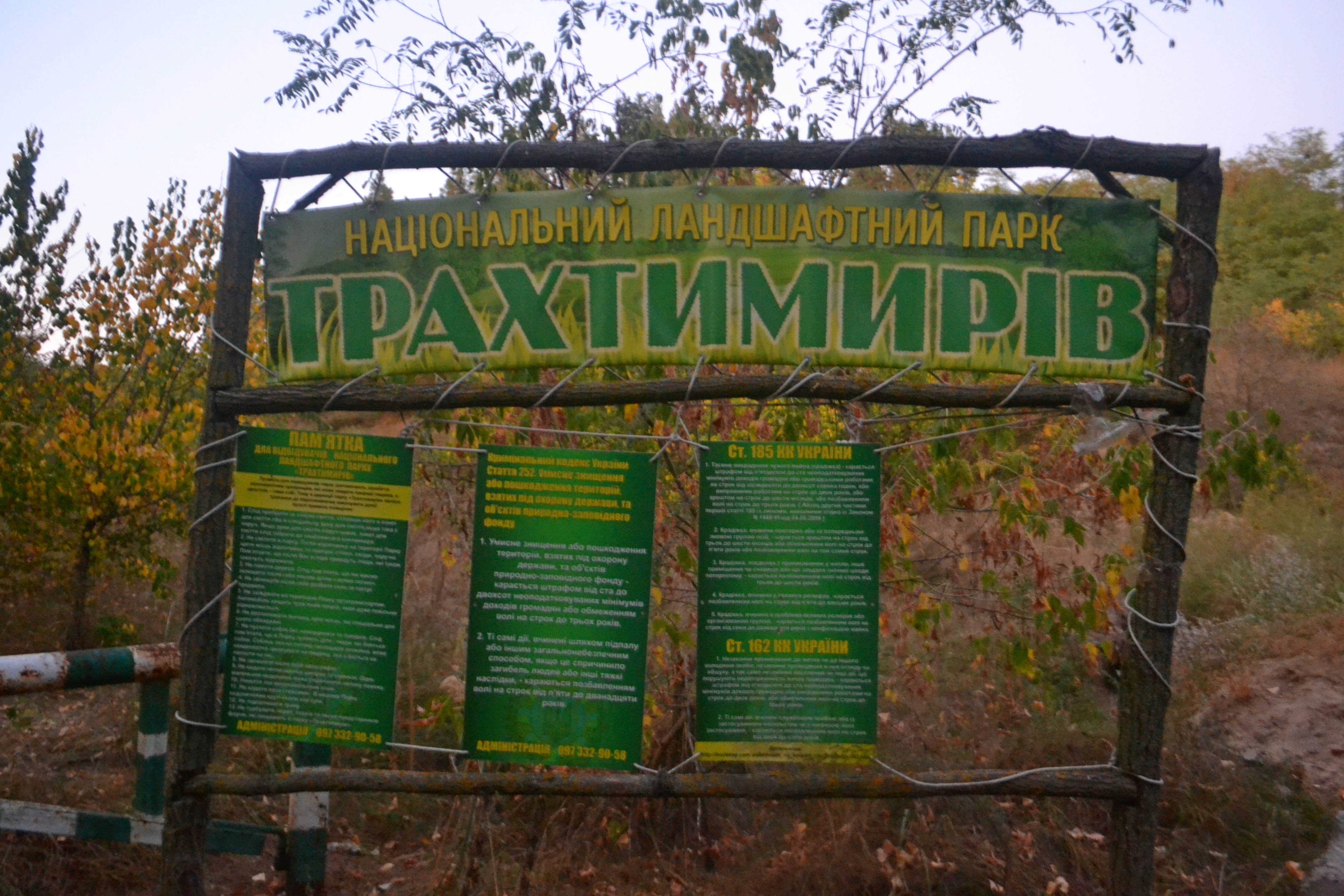
Знак при в'їзді в Регіональний ландшафтний парк «Трахтемирів»
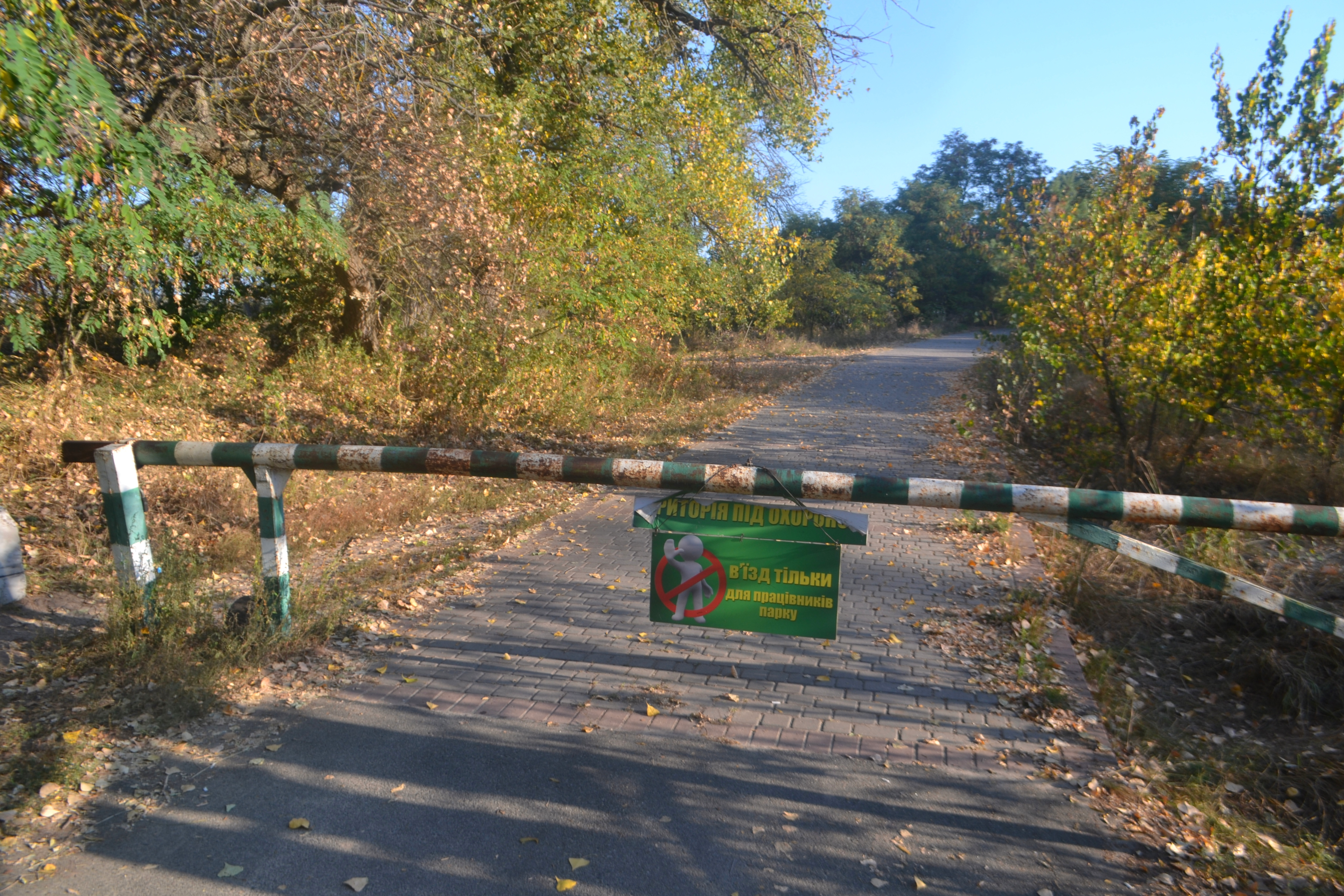
Знак при в'їзді в Регіональний ландшафтний парк «Трахтемирів»
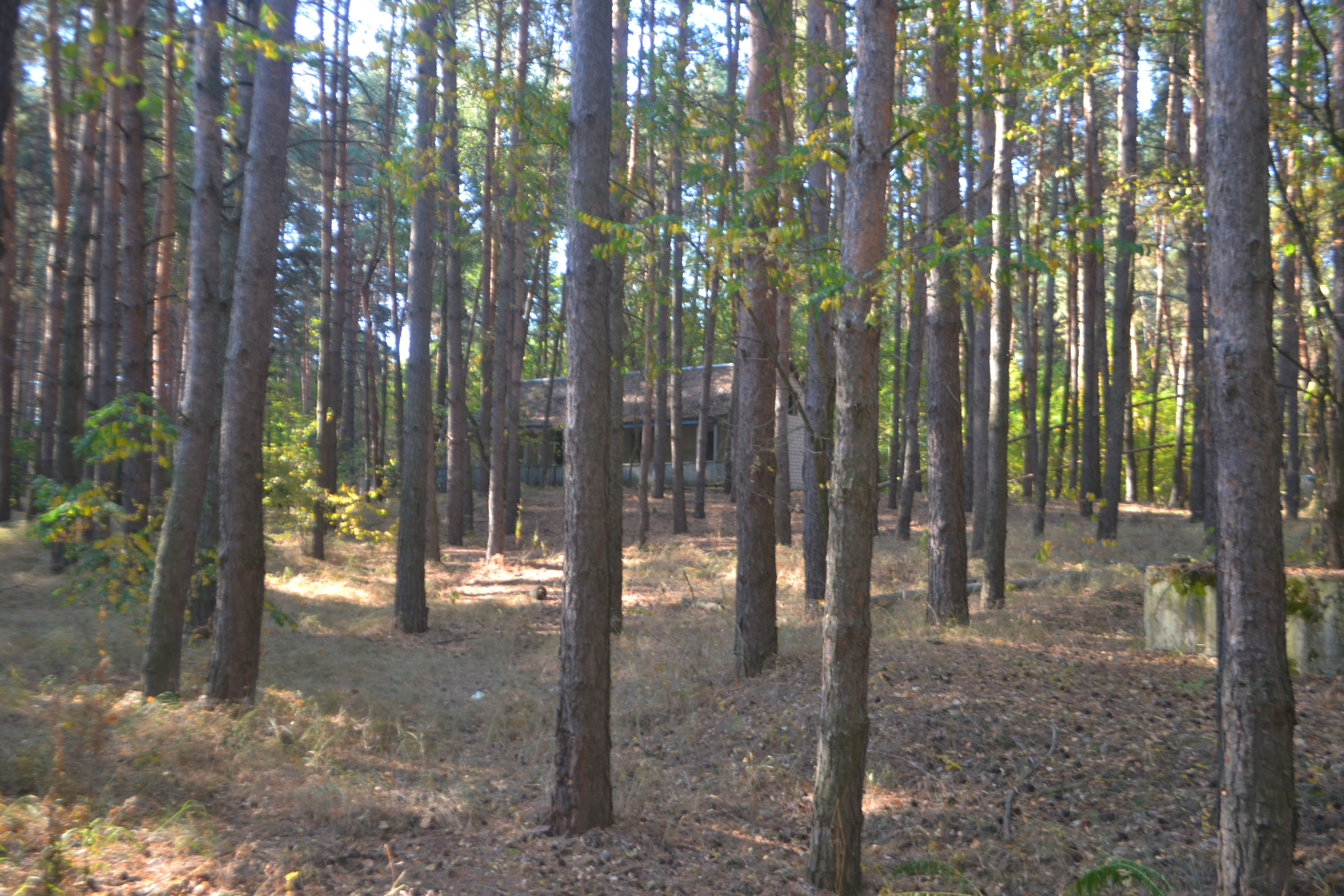
Закинутий дитячий табір в сосновому лісі
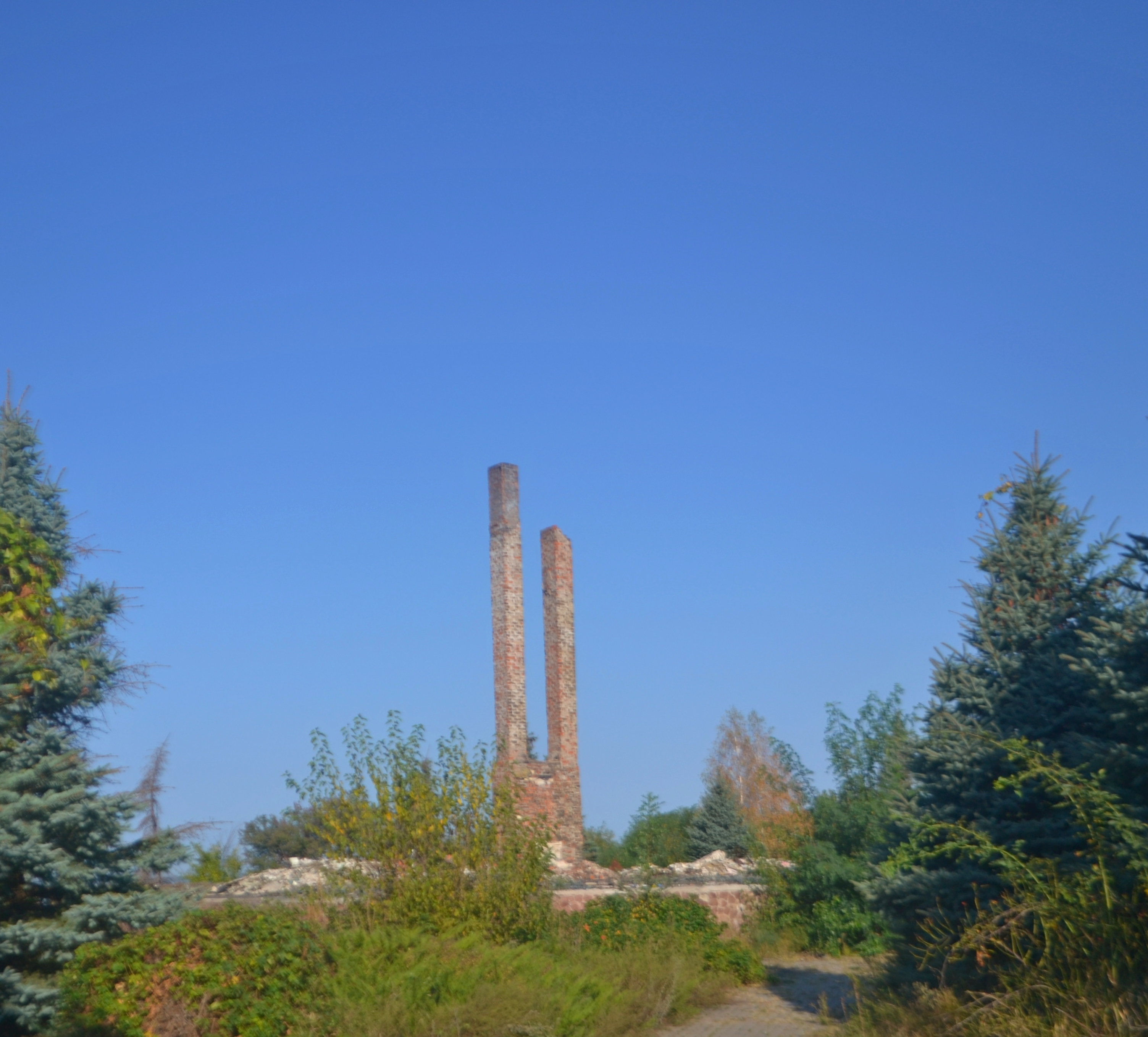
Залишки будинку І.Бакая
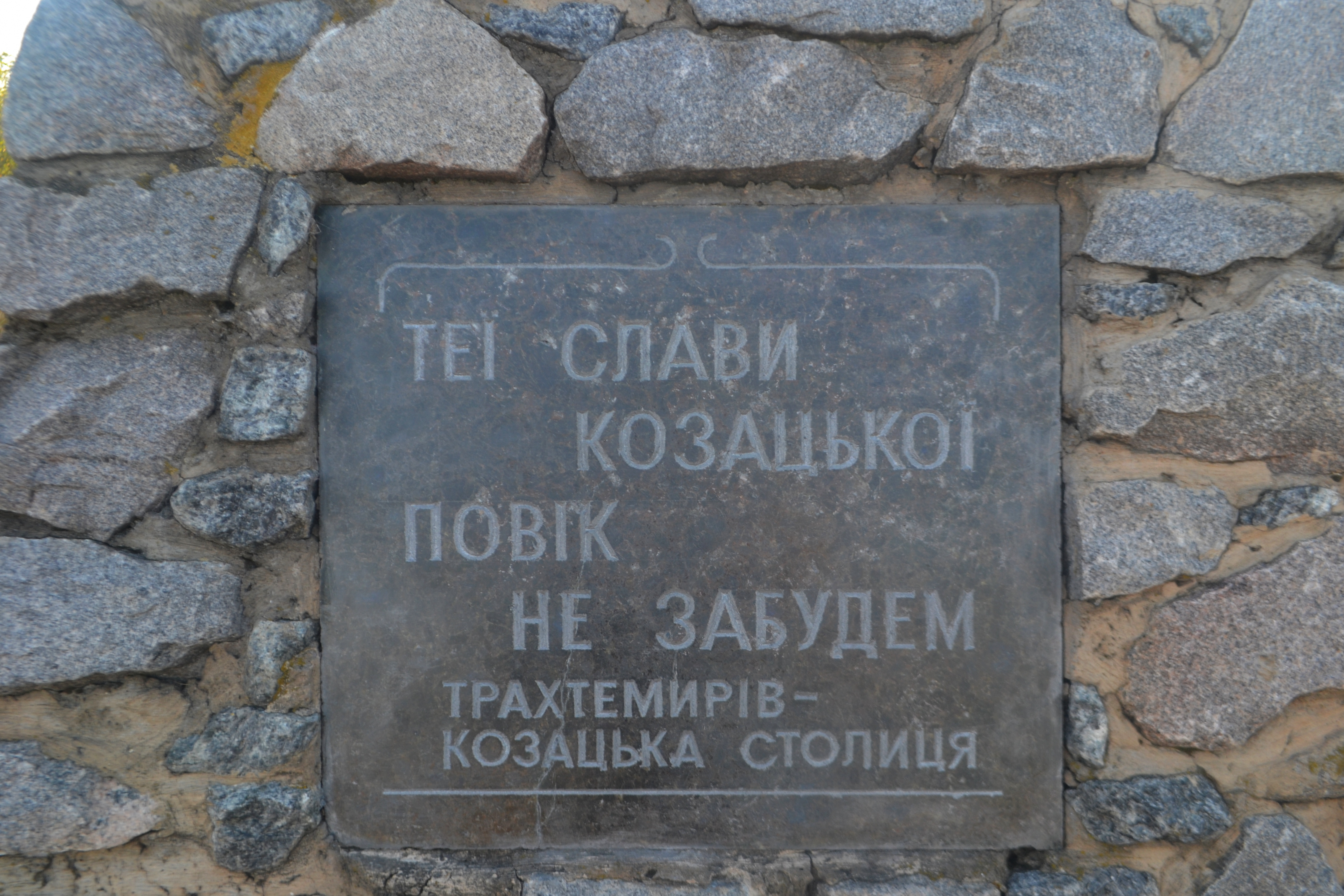
Табличка на пам'ятному хресті
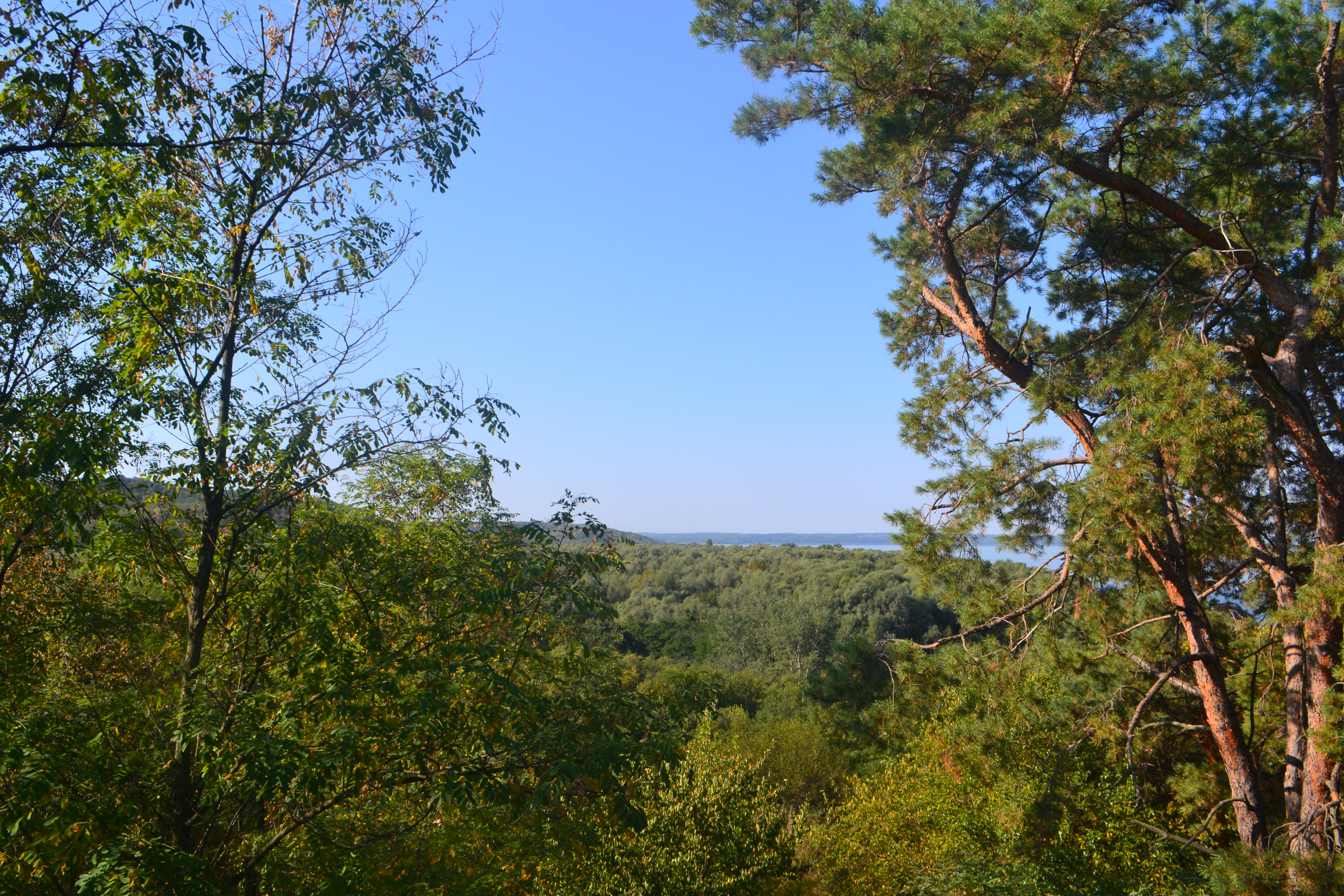
Ландшафт біля села
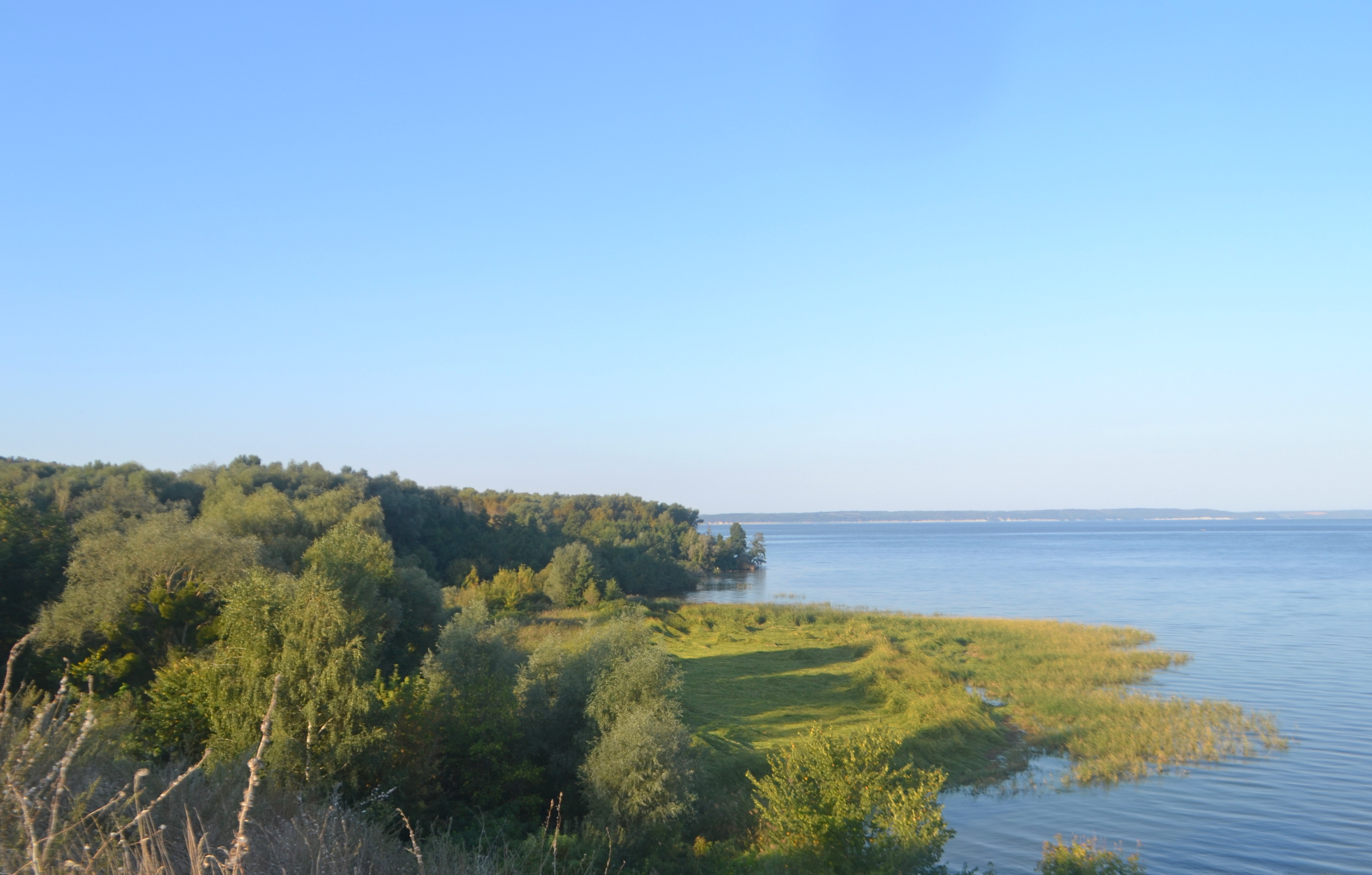
Вид із с.Трахтемирів в сторону Балико-Щучинки
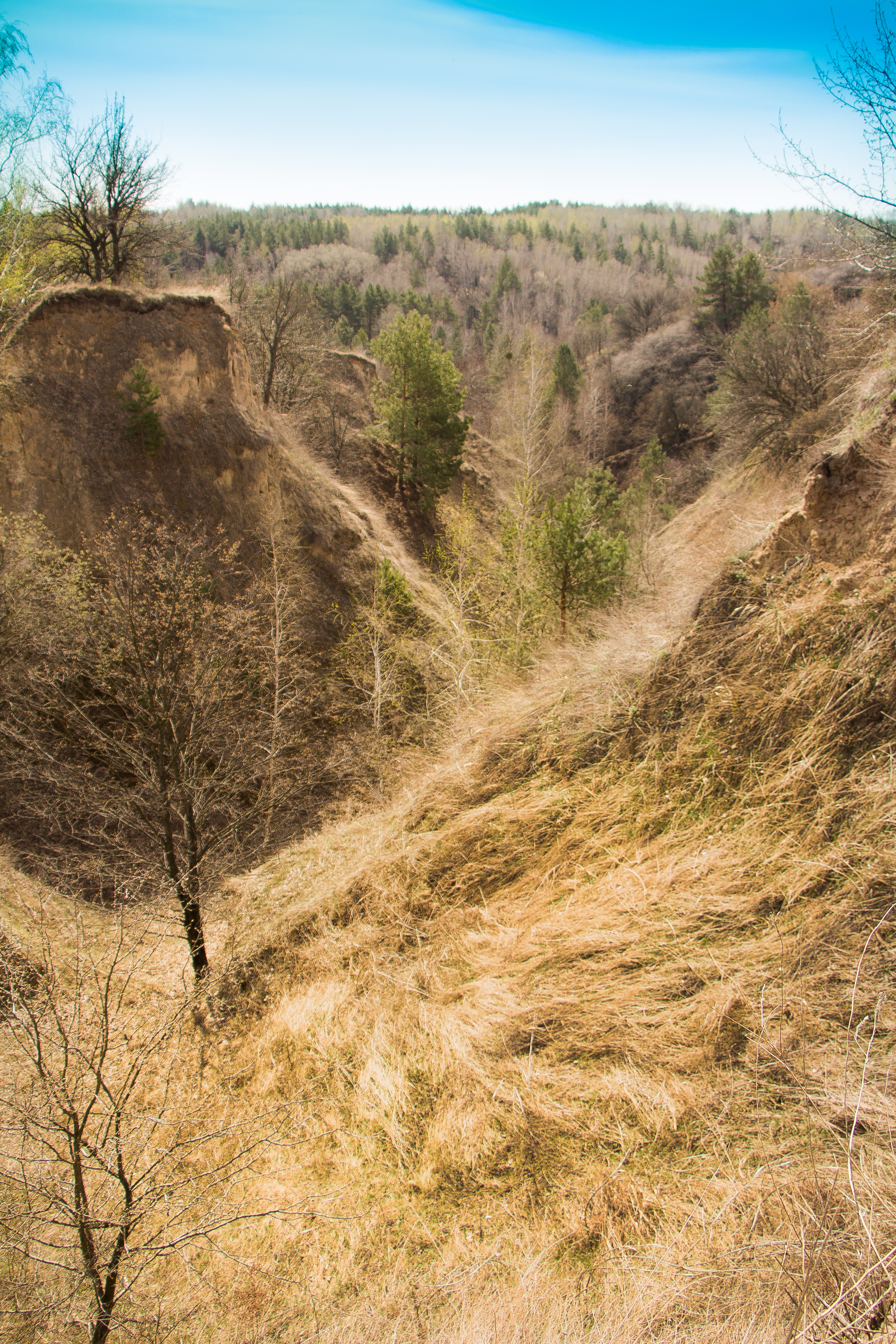
Заповідне урочище Великі валки

## Населення

### Мова
Розподіл населення за рідною мовою за даними перепису 2001 року:
| Мова       | Кількість | Відсоток |
| ---------- | --------- | -------- |
| українська | 8         | 88.89%   |
| російська  | 1         | 11.11%   |
| Усього     | 9         | 100%     |

## Відомі люди
- Юрій Хмельницький — жив у Трахтимирівському монастирі
- Остафій Дашкевич
- Богдан Ружинський — гетьман в Трахтемирові.
- У селі народився Петро Красюк, відомий український поет-сатирик, байкар.

### Трахтемирівські старости
- Станіслав Щеньовський — дідич Ржищева.[18]
- Ян Кіцький[19]